# Brancou Badio
El Hadji Omar Brancou Badio (Rufisque, Senegal, 17 de febrero de 1999) es un jugador de baloncesto profesional senegalés. Mide 1,91 metros y juega en la posición de base, actualmente pertenece a la plantilla del Valencia Basket de la Liga Endesa. Es internacional absoluto con Senegal.

## Carrera deportiva
A los 15 años fue visto durante un campus en su pueblo, cerca de Dakar, llamando la atención de los ojeadores de la Canarias Basketball Academy.
Durante la temporada 2018-19 se incorpora al CB La Matanza CBA, uno de los equipos de la Canarias Basketball Academy de Primera Autonómica.
En verano de 2019, abandonaría el CB La Matanza CBA para firmar un contrato por el Barcelona que se fijó en él para que jugase en la Liga LEB Plata. Y el jugador respondió con 13.4 puntos de media en su estreno y a pesar del salto de categoría (venía de Primera Autonómica).
Durante la temporada 2019-20, jugaría las órdenes de Diego Ocampo en el Fútbol Club Barcelona "B" de Liga LEB Plata, con el que sería el máximo anotador del filial azulgrana con 13,4 puntos por partido, con un 40% de acierto desde el triple.
Brancou aparecería en la lista que la NBA hizo oficial de los jugadores que presentaron su candidatura para el draft 2020.
El 20 de septiembre de 2020, debutó con el Barcelona en la Liga Endesa. El jugador senegalés disputó 7 minutos en la victoria del Barça frente al Hereda San Pablo Burgos en los que anotó un triple y sumó 2 de valoración. En la temporada 2020-21, con el primer equipo del Barça jugó 7 partidos de la Liga Endesa.
El 21 de septiembre de 2021, el jugador firma por el Fraport Skyliners de la Basketball Bundesliga, desvinculándose del FC Barcelona para continuar a las órdenes de Diego Ocampo. En casi 26 minutos jugados por partido, Badio tuvo unos promedios de 10,6 puntos, 2,3 rebotes y 3 asistencias.
El 10 de mayo de 2022, firma por el Bàsquet Manresa de la Liga Endesa, hasta el final de la temporada.
El 29 de junio de 2024, firma por el Valencia Basket de la Liga Endesa, por tres temporadas.

## Internacional
Sería internacional absoluto con Senegal, jugando cuatro de los seis partidos de las Ventanas FIBA de clasificación para el Mundial de China 2019, aunque finalmente no jugó el Mundial.